# Guldbagge 1975
La 11ª edizione del Premio Guldbagge, che ha premiato i film svedesi del 1974 e del 1975, si è svolta a Stoccolma il 13 ottobre 1975.

## Vincitori
Miglior film
- Det sista äventyret, regia di Jan Halldoff

Miglior regista
- Hans Alfredson - Ägget är löst!

Miglior attrice
- Lis Nilheim - Maria

Miglior attore
- Göran Stangertz - Det sista äventyret

Premio speciale
- Per Åhlin  per l'animazione di Dunderklumpen!